# Jules Verreaux
Jules Pierre Verreaux (24 de agosto de 1807 - 7 de septiembre de 1873, probablemente en Inglaterra) fue un botánico y ornitólogo francés.

## Biografía
Era el hermano de Édouard Verreaux (1810-1868) y el sobrino de Pierre Antoine Delalande (1787-1823), preparador en el Museo Nacional de Historia Natural de Francia, en París. Su interés por la historia natural estuvo favorecido por el entorno familiar: su padre, taxidermista, tenía una tienda de tráfico de objetos de historia natural (pieles, animales embalsamados).
En 1818, su tío, Delalande, lo llevó consigo a un expedición a Sudáfrica de donde trajo, después de tres años de esfuerzos, más de 13 000 especímenes (entre los cuales unas mil especies de insectos). Al regresar a París, asistió a clases de Georges Cuvier (1769-1832) y de Isidore Geoffroy Saint-Hilaire (1805-1861). Seducido por la belleza de esa región, Verreau regresó a Ciudad del Cabo en 1825 donde se quedó trece años. Abasteció de especímenes la tienda de su padre y participó en la fundación del South African Museum en Ciudad del Cabo junto con el zoólogo Sir Andrew Smith (1797-1872).
Con su hermano, Édouard, también realizó viajes al sudeste asiático (China, Cochinchina, Filipinas). Verreaux esperaba que las inmensas colecciones que traía hacia París en 1838 le asegurasen el puesto que merecía. El barco que le traía de vuelta a Francia, el Lucullus, naufragó en la costa de La Rochelle : Verreaux fue el único superviviente y perdió todo su cargamento.
Después de trabajar algún tiempo en la tienda de su padre, obtuvo el puesto, en 1842, en el Museo de París de naturaliste voyageur, naturalista viajero. Ese año emprendió un viaje de cinco años por Australia y Tasmania. Regresó a Francia en 1851 con una colección de 15 000 especímenes

En 1864, obtuvo un puesto de asistente naturalista, en el Museo de París en el que se ocupaba de la taxidermia (especialmente de las puestas en escena, muy de moda por aquel entonces, donde los animales se presentaban en posturas naturales). Su ayudante era Florent Prévost.

## Obra
1832 con Édouard Verreaux
- Illustrations de L’Océanie en estampes ou Description géographique et historique de toutes les îles du Grand Océan et du continent de la Nouvelle Hollande, Notasie, Polynésie, Australie. Librairie Nepveu, Paris 1832 en línea

1833 en Andrew Smith
- Recommendations of the Sub-Committes of British Association for Advancement of Science (Accipiter Madagascuriensis, Galareola ocularis, Rallus Madagascariensis pp. 80). En: South African quarterly J. 1: 76–80 en línea

1842 con Paul Gervais
- On a new genus of Marsupial Animals, Tarsipes rostratus (Brief). En: Proc. of the Zoological Society of London 10: 1–5 en línea

1848
- Observation sur l’introduction et l’acclimation de divers Mammifères et Oiseaux de la Tasmanie et de l’Australie, communiquée à M. Is. Geoffroy Sant-Hilaire, le 3 décembre 1847. En: Revue zoologique 11: 70–74 en línea

- Observation sur L’Ornithorynque. En: Revue zoologique 11: 127–134 en línea

1849
- Con Marc Athanase Parfait Œillet Des Murs. Description d’une nouvelle espèce de Perroquet, Cuculus macrourus. En: Revue et magasin de zoologie pure et appliquée 1: 58 en línea

- Notice sur le Podargus cinereus, Cuv. (Gould, Birds of Australia). In: Revue et magasin de zoologie pure et appliquée 1: 59–64 en línea

- Note sur les mœurs do Mœnura Superba. En: Revue et magasin de zoologie pure et appliquée 1: 113–116 en línea

- Con Marc Athanase Parfait Œillet Des Murs. Nouvelle espèce de Coucou se rapprochant du genre Piaya décrite par MM. Jules Verreaux et O. Des Murs, Cuculus macrourus. En: Revue et magasin de zoologie pure et appliquée 1: 277 en línea

- Remarques faites sur plusieurs espèces d’animaux et de végétaux qu’il serait utile d’introduire en France. En: Revue et magasin de zoologie pure et appliquée 1: 59–64 en línea

1850
- Description d’une nouvelle espèce de Palæornis. En: Revue et magasin de zoologie pure et appliquée 2: 193–208 en línea

1851 con Édouard Verreaux
- Descriptions d’espèces nouvelles, rares ou peu connues, d’Oiseaux du Gabon (Afrique occidentale). In: Revue et magasin de zoologie pure et appliquée 3: 257–272 en línea

- Descriptions d’espèces nouvelles, rares ou peu connues, d’Oiseaux du Gabon (Afrique occidentale). In: Revue et magasin de zoologie pure et appliquée 3: 306–317 en línea

- Descriptions d’espèces nouvelles, rares ou peu connues, d’Oiseaux du Gabon (Afrique occidentale). In: Revue et magasin de zoologie pure et appliquée 3: 417–424 en línea

- Descriptions d’espèces nouvelles d’Oiseaux du Gabon (côte occidentale d’Afrique). In: Revue et magasin de zoologie pure et appliquée 3: 513–516 en línea

1852
- Note sur le genre ornithologique Spermospiza, G.-R. Gray, et description du mâle, nouvellement découvert, du S. guttata, Vieillot. In: Revue et magasin de zoologie pure et appliquée 4: 312–314 en línea

- 1852. Description d’une nouvelle espèce d’oiseau du genre Callirhynchus. In: Revue et magasin de zoologie pure et appliquée 4: 314–316 en línea

1853 con Édouard Verreaux
- Note du genre Lophornis, Ch. Bp. – Lophornis Verrauxii Bourc. In: Revue et magasin de zoologie pure et appliquée 5: 193 en línea

- Description d’Oiseaux nouveaux. In: Revue et magasin de zoologie pure et appliquée 5: 193–197 en línea

- Errata. En: Revue et magasin de zoologie pure et appliquée 5: 288 en línea

1855 con Édouard Verreaux
- Observations sur les mœurs des Oiseaux exotiques. In: Revue et magasin de zoologie pure et appliquée 7: 174–177 en línea

- Description d’oiseaux nouveaux de l’Afrique méridionale et occidentale. In: Revue et magasin de zoologie pure et appliquée 7: 217–222 en línea

- Description d’oiseaux nouveaux de l’Afrique méridionale et occidentale. In: Revue et magasin de zoologie pure et appliquée 7: 270–274 en línea

- III. Mélanges et Nouvelles - MM. Jules et Edouard Verreaux nous adressent les descriptions suivantes d’Oiseaux nouveaux nouvellement découverts par les voyageurs qu’ils entretiennent dans divers pays. In: Revue et magasin de zoologie pure et appliquée 7: 348–352 en línea

- Observations sur les mœurs des Oiseaux exotiques. In: Revue et magasin de zoologie pure et appliquée 7: 353–355 en línea

- Notice sur le genre Phænicophæus, Vieill., Malcoha, Cuv. In: Revue et magasin de zoologie pure et appliquée 7: 356–357 en línea

- Observations sur les mœurs des Oiseaux de l’Afrique méridionale et occidentale. In: Revue et magasin de zoologie pure et appliquée 7: 414–422 en línea

- Observations sur les mœurs des Oiseaux de l’Afrique méridionale et occidentale. In: Revue et magasin de zoologie pure et appliquée 7: 511–513 en línea

- Description et figure d’un Oiseau nouveau du Gabon. In: Revue et magasin de zoologie pure et appliquée 7: 555–556 en línea

1856 con Édouard Verreaux
- Description d’une espèce nouvelle de Veuve. En: Revue et magasin de zoologie pure et appliquée 8: 260–262 en línea

1857 con Édouard Verreaux
- Pitta Mathilda. En: Revue et magasin de zoologie pure et appliquée 9: 303–304 en línea

1857
- Description et figure d’une nouvelle espèce de Geai découverte, par M. le capitaine Loche, en Algérie. In: Revue et magasin de zoologie pure et appliquée 9: 439–441 en línea

- Note sur le Messager ou Serpentaire du Cap de Bonne-Espérance (Serpentarius reptilivorus, Daud.) et sur la Grue caronculée. In: Bull. de la Société impériale zoologique d’acclimatation 4: 298–304 en línea

1858
- Description d’Oiseaux nouveaux. In: Revue et magasin de zoologie pure et appliquée 10: 304–306 en línea

- Description d’un Perroquet nouveau. In: Revue et magasin de zoologie pure et appliquée 10: 437–438 en línea

- Note sur le Perroquet mercenaire de Tschûdy. In: Revue et magasin de zoologie pure et appliquée 10: 513–514 en línea

1859
- En James Thomson. "Arcana naturae", ou Archives d’histoire naturelle: Description d’une espèce nouvelle d’oiseau. Vol. 1, J.-B. Baillière & fils, Paris 1859: 35–36

1860 con Marc Athanase Parfait Œillet Des Murs
- Oiseaux de la Nouvelle-Calédonie; espèces nouvelles décrites par MM. Jules Verreaux et O. Des Murs. In: Revue et magasin de zoologie pure et appliquée 12: 280 en línea

- Description d’Oiseaux nouveaux de la Nouvelle-Calédonie et indication des espèce déja connus de ce pays. In: Revue et magasin de zoologie pure et appliquée 12: 383–396 en línea

- Description d’Oiseaux nouveaux de la Nouvelle-Calédonie et indication des espèce déja connus de ce pays. In: Revue et magasin de zoologie pure et appliquée 12: 431–443 en línea

1862
- IV. Melanges et nouvelle: Dans la séance du 18 décembre 1861 de l’Academie nationale agricole et manufacturière, M. le docteur Cornay a entretenu ses honorable confréres du Traité d’Oologie ornithologique de M. O. Des Murs. In: Revue et magasin de zoologie pure et appliquée 14: 43–44 en línea

- IV. Melanges et nouvelle:Instructions aux collecteurs doeufs d’oiseaux, par Alfred Newton, membre de la Sociét´Linnéenne et de la Société zoologique de Londre, etc. Traduction faite, avec l’approbation de l’auteur, d’après la circulaire de l’Institution Smithsonienne de Washington. In: Revue et magasin de zoologie pure et appliquée 12: 285–293 en línea

- IV. Melanges et nouvelle:Instructions aux collecteurs d’œufs d’oiseaux, par Alfred Newton, membre de la Sociét´Linnéenne et de la Société zoologique de Londre, etc. Traducción realizada con la autorización del autor, de acuerdo con la circular de la Institution Smithsonienne de Washington. En: Revue et magasin de zoologie pure et appliquée 12: 319–331 en línea

1862 con Jean-Charles Chenu, Marc Athanase Parfait Œillet Des Murs
- Leçons élémentaires sur l’histoire naturelle des oiseaux. Vol. 1, L. Hachette, París

- Leçons élémentaires sur l’histoire naturelle des oiseaux. Vol. 2, L. Hachette, París en línea

- Musée Ornithologique. Collection des Planches coloriées de tous les Oiseaux connus, classés par Ordres, Familles et Genres. Paris en línea

- en Louis Maillard. Notes sur l'île de la Réunion second Partie Annexes: Annexe a la liste des Oiseaux. Vol. 2, Dentu, París, pp. 1–4 en línea

1863
- Catalogue des oiseaux de la collection de feu Mr. le Baron de Lafresnaye de Falaise. Gelin & Keller, París

1865 en Auguste Vinson
- Voyage à Madagascar au couronnement de Radama II: Annexe A. Catalogue des Mammifères de Madagascar connus jusqu'a ce jour. A la Librairie encyclopédique de Roret, París: 1–4 en línea

- Voyage à Madagascar au couronnement de Radama II: Annexe B. Catalogue des Oiseaux de Madagascar connus jusqu'a ce jour. A la Librairie encyclopédique de Roret, París: 1–6 en línea

1866
- Description de deux oiseaux nouveaux pour les faunes de Madagascar et de la Columbie. In: Revue et magasin de zoologie pure et appliquée 18: 353–356 en línea

- Description de quelques oiseaux nouveaux appartenant à la collection zoologique du Muséum. In: Nouvelles archives du Muséum d’histoire naturelle 2: 21–25 en línea

1866 con Étienne Mulsant, Édouard Verreaux
- Essai d’une classification méthodique des trochilidés ou oiseaux-mouches. F. Savy, París en línea

- Description d’une nouvelle espèce d’Oiseau- Mouche (Diphlogena (Helianthea) Traviesi). In: Ann. de la Société Linnéenne de Lyon 13: 391 en línea

1867
- Description de quelques nouvelles espéces d’oiseaux. In: Nouvelles archives du Muséum d’histoire naturelle 3: 3–8 en línea

- Catalogue d’Oiseaux récoltés par Mgr. Perny, évêque du Su-tchuen, dans le nord de la Chine, et description de deux espèces nouvelles. En: Revue et magasin de zoologie pure et appliquée 19: 169–174 en línea

- Description d’un Pic nouveau. En: Revue et magasin de zoologie pure et appliquée 19: 271–272 en línea

- Description du Lophophore Drouyn de Lhuys (Lophophorus Lhuysii) et de l’Ithagine Geoffroy (Ithaginis Geoffroyi). En: Bull. de la Société impériale zoologique d’acclimatation 4: 705–711 en línea

1868
- Notes ornithologiques. In: Ann. des sciences naturelles: Zoologie et paleontologie 10: 68 en línea

- Description de quelques nouvelles espéces d’oiseaux. In: Nouvelles archives du Muséum d’histoire naturelle 4: 85–89 en línea

1869
- Description de deux oiseaux de la collection zoologique du muséum qui constituent des espèces nouvelle. In: Nouvelles archives du Muséum d’histoire naturelle 5: 15–17 en línea

- Notes sur quelques oiseaux considérés comme nouveaux: provenant du voyage de l’Abbé Armand David dans le Thibet oriental. In: Nouvelles archives du Muséum d’histoire naturelle 5: 33–36 en línea

1870
- Note sur les nouvelles espèces d’Oiseaux recueillis par M. l’abbé Armand David dans les montagnes du Thibet chinois. In: Nouvelles archives du Muséum d’histoire naturelle 6: 33–40 en línea

1871
- Description des oiseaux nouveaux ou incomplètement connus collectés par M. l’Abbe Armand David pendant son voayage dans le Thibet Oriental et la partie adjacente de la Chine. In: Nouvelles archives du Muséum d’histoire naturelle 7: 25–66 en línea

1872
- Additions au Journal du Voyage de M. l’abbé Armand David. In: Nouvelles archives du Muséum d’histoire naturelle 8: 137–138 en línea

1872 con Étienne Mulsant. Description d’une espèce nouvelle d’oiseaux-mouche (Heliotrypha Barrali). In: Ann. de la Société Linnéenne de Lyon 18: 106–107 en línea
- Description d’une espèce nouvelle d’oiseaux-mouche (Talurauia Lerchi). In: Ann. de la Société Linnéenne de Lyon 18: 108–109 en línea

- Description d’une espèce nouvelle d’oiseaux-mouche (Hylocharis Magica). In: Ann. de la Société Linnéenne de Lyon 18: 110–112 en línea

- Description d’une espèce nouvelle d’oiseaux-mouche (Doryfera Euphrasinae). In: Ann. de la Société Linnéenne de Lyon 18: 319–320 en línea

1879
- Note sur l' Aptéryx maxima. En: Bull. de la Société philomathique de Paris: 3: 120–121 en línea

## Honores
Jules Verreaux es considerado como uno de los más grandes ornitólogos de su tiempo. Diversas especies le han sido dedicadas:
- El coua de Verreaux, Coua verreauxi, por Alfred Grandidier (1836-1921) en 1867
- La paloma de Verreaux, Leptotila verreauxi, por Charles Lucien Bonaparte (1803-1857) en 1855
- El paradoxornis de Verreaux, Paradoxornis verreauxi por Richard Bowdler Sharpe (1847-1909) en 1883
- El águila de Verreaux, Aquila verreauxii por René Primevère Lesson (1794-1849) en 1831

## Abreviatura (zoología)
La abreviatura J.Verreaux o Verreaux  se emplea para indicar a Jules Verreaux como autoridad en la descripción y taxonomía en zoología.

## Literatura
- Erwin Stresemann. Die Entwicklung der Ornithologie Aristoteles bis zur Gegenwart. Aula-Verlag, Wiesbaden 1996, ISBN 978-3-89104-588-6

- Valerie Chansigaud. The History of Ornithology. New Holland Publish. Londres 2009, ISBN 978-1-84773-433-4

- Bo Beolens, Michael Watkins. Whose Bird?: Common Bird Names and the People They Commemorate. Yale Univ. Press, Londres 2004, ISBN 978-0-300-10359-5

- Philippe Jaussaud, Édouard Raoul Brygoo. Du Jardin Au Museum En 516 Biographies. Museum national d’histoire naturelle, Paris 2004, ISBN 978-2-85653-565-3

- Barbara Mearns, Richard Mearns. Biographies for Birdwatchers: The Lives of Those Commemorated in Western Palearctic Bird Names. Academic Press Inc, Londres 1988, ISBN 978-0-12-487422-0

- Maurice Boubier. Évolution de l’ornithologie. L. Félix Alcan, Paris 1925

- Saul Dubow. A Commonwealth of Knowledge: Science, Sensibility, and White South Africa 1820-2000. Oxford Univ. Press, Oxford New York 2006, ISBN 978-0-19-929663-7 en línea

- Paul Lawrence Farber. Finding order in nature: the naturalist tradition from Linnaeus to E.O. Wilson. Johns Hopkins Univ. Press, Baltimore 2000, ISBN 978-0-8018-6390-5 en línea

- Richard Bowdler Sharpe. The history of the collections contained in the natural history departments of the British Museum. British Museum Natural History, Londres 1906 en línea

Marc Athanase Parfait Œillet Des Murs. Notice nécrologique sur Jules Verreaux, voyageur et aide-naturaliste du Muséum d’histoire naturelle de Paris. In: Bull. de la Société nationale d’acclimatation de France 1, 1874: 37–47 en línea
- Datos: Q1335467
- Multimedia: Jules Verreaux / Q1335467
- Especies: Jules Verreaux